# Asbachstraße 18

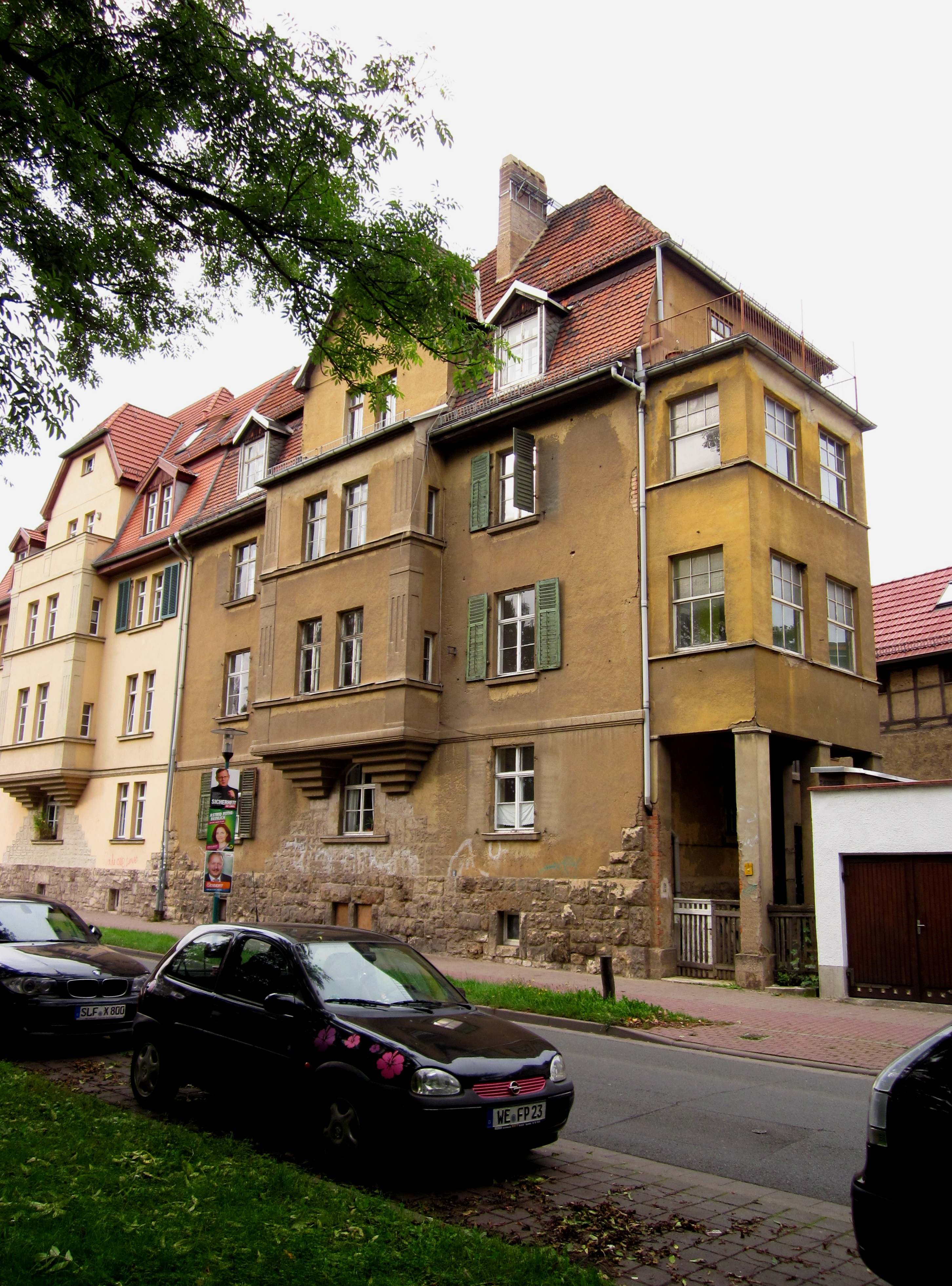
Asbachstraße 18 (unsaniert)

Das Haus Asbachstraße 18 in der Weimarer Nordvorstadt entstand 1910.
Das dreigeschossige Mietshaus mit ziegelgedecktem Mansarddach wurde für den Bauunternehmer Richard Baumann nach Plänen von H. Schehr  errichtet. Es wurde aufwendig restauriert und denkmalgerecht neu verputzt. In den neu verputzten, in lichtem Ocker gestrichenen Flächen sind die plastischen Gliederungen zurückhaltend natursteinfarbig betont. Es besitzt grüne Fensterläden. Die rustifizierten Putzflächen sitzen auf einem Natursteinsockel auf. Der Architekt verzichtete auf die zu dieser Zeit noch gebräuchliche Anwendung historischer Stilelemente.
Einer seiner Bewohner war ab 1920 der ungarische Komponist Erwin Lendvai. Er wohnte allerdings nicht lange da, weil er 1922 seine Tätigkeit in Jena aufnahm.
Das Gebäude ist auf der Liste der Kulturdenkmale in Weimar (Einzeldenkmale) verzeichnet.